# SønderjyskE
Le SønderjyskElitesport A/S est un club omnisports danois basé à Haderslev.

## Sections
- Football : Voir SønderjyskE (football)
- Hockey sur glace : voir SønderjyskE Ishockey
- Handball : voir SønderjyskE Håndbold
- Handball féminin : voir SønderjyskE Håndbold (féminines)